# Hydrosmilodon primanus
Hydrosmilodon primanus är en dagsländeart som först beskrevs av Eaton 1892.  Hydrosmilodon primanus ingår i släktet Hydrosmilodon och familjen starrdagsländor. Inga underarter finns listade i Catalogue of Life.